# Разноцветна катерица
Разноцветната катерица (Sciurus variegatoides) е вид бозайник от семейство Катерицови (Sciuridae).

## Разпространение и местообитание
Разпространен е в Гватемала, Коста Рика, Мексико, Никарагуа, Панама, Салвадор и Хондурас.